# Доминикус Кустос
Доминикус Кустос (на нидерландски: Dominicus Custos) е фламандски художник, печатар и краснописец, който нарисувал множество владетели и благородници. Той работел в ателието на император Рудолф II в Прага.
Доминикус е роден през 1560 в Антверпен и е син на Пиетер Балтен и се премества в Аугсбург, след като се жени за вдовицата на Вартоломей Килиан, златар от Силезия и баща на Волфганг и Лукас Килиан, които доминик посвещава в изкуството на краснописа след смъртта на баща им. Доминикус е баща на Давид Кустодис, също аугсбургски краснописец. Умира през 1612 в Аугсбург.